# Bratenahl (Ohio)
Bratenahl es una villa ubicada en el condado de Cuyahoga en el estado estadounidense de Ohio. En el Censo de 2010 tenía una población de 1197 habitantes y una densidad poblacional de 288,13 personas por km².

## Geografía
Bratenahl se encuentra ubicada en las coordenadas 41°33′22″N 81°36′20″O / 41.55611, -81.60556. Según la Oficina del Censo de los Estados Unidos, Bratenahl tiene una superficie total de 4.15 km², de la cual 2.65 km² corresponden a tierra firme y (36.22%) 1.5 km² es agua.

## Demografía
Según el censo de 2010, había 1197 personas residiendo en Bratenahl. La densidad de población era de 288,13 hab./km². De los 1197 habitantes, Bratenahl estaba compuesto por el 80.53% blancos, el 15.54% eran afroamericanos, el 0.25% eran amerindios, el 2.51% eran asiáticos, el 0% eran isleños del Pacífico, el 0.25% eran de otras razas y el 0.92% pertenecían a dos o más razas. Del total de la población el 0.92% eran hispanos o latinos de cualquier raza.